# Shūta Sonoda
Shūta Sonoda (jap. 其田 秀太, Sonoda Shūta; * 6. Februar 1969 in der Präfektur Nagasaki) ist ein ehemaliger japanischer Fußballspieler.

## Karriere
Sonoda erlernte das Fußballspielen in der Schulmannschaft der Kunimi High School. Seinen ersten Vertrag unterschrieb er 1988 bei All Nippon Airways. Der Verein spielte in der höchsten Liga des Landes, der Japan Soccer League. 1988/89 wurde er mit dem Verein Vizemeister der Japan Soccer League. Für den Verein absolvierte er 63 Erstligaspiele. Mit Gründung der Profiliga J.League 1992 und der damit verbundenen Neuorganisation des japanischen Fußballs wurde All Nippon Airways zu den Yokohama Flügels. 1994 wechselte er zum Zweitligisten Fujieda Blux (heute: Avispa Fukuoka). 1995 wurde er mit dem Verein Meister der Japan Football League und stieg in die J1 League auf. Für den Verein absolvierte er 71 Spiele. 1997 wechselte er zum Zweitligisten Sagawa Express Tokyo. Ende 1999 beendete er seine Karriere als Fußballspieler.

## Erfolge
All Nippon Airways/Yokohama Flügels
- Japan Soccer League

Vizemeister: 1988/89
- Kaiserpokal

Sieger: 1993